# Азаро, Кэтрин
Кэтрин Азаро (англ. Catherine Ann Asaro; род. 6 ноября 1955, Окленд, штат Калифорния, США) — американская писательница.

## Биография
Кэтрин Азаро родилась в Окленде, в Калифорнии и выросла в Эль Черрито, расположенном чуть севернее Беркли. В Гарвардском университете она получила докторскую степень по химической физике и степень магистра физики, а в Калифорнийском Университете в Лос-Анджелесе с высшим отличием стала бакалавром химии. Кэтрин занималась исследованиями в Торонтском университете в Канаде, в Институте Макса Планка по астрофизике в Германии и в Гарвард-Смитсоновском центре астрофизики. В своих исследованиях она использовала квантовую теорию для описания поведения атомов и молекул. До 1990 года Кэтрин преподавала физику, позднее основала собственную компанию «Molecudyne Research», которой в настоящее время и управляет. А кроме того, Кэтрин — бывшая балерина, выступала в балете и мюзиклах, выступала с гастролями на обоих побережья США и в Огайо. В 1980-х годах она была одновременно солисткой балета и художественным руководителем «Mainly Jazz Dancers» и «Harvard University Ballet». После того, как она окончила учёбу, студенты продолжили заниматься в «Mainly Jazz» и даже сделали его официальным клубом колледжа. Кэтрин до сих пор преподает балетное искусство в «Caryl Maxwell Classical Ballet».

## Творчество. Критика
Сайт «Лаборатория Фантастики» характеризует произведения Кэтрин как успешную смесь твёрдой научной фантастики, романтической истории и захватывающих космических приключений. У неё опубликовано девять романов, семь из которых относятся к её «Saga of the Skolian Empire» («Сколианская Империя»). АСТ и «Ермак» напечатали в «Золотой библиотеке фантастики» книгу Кэтрин Азаро, составленную из первых двух романов этого цикла — «Инверсия праймери» («Primary Inversion», 1995; номинировался на «Compton Crook/Stephen Tall Memorial Award»-1996 и «Locus»-1996 (10 место); перевод Н.Кудряшова) и «Укротить молнию» («Catch the Lightning», 1996; награждён «Sapphire Award»-1998; перевод А. Бушуева и Т. Бушуевой). Кроме них, к нему относятся романы «The Last Hawk» (1997; номинировался на премию «Небьюла»-1999), «The Radiant Seas» (1998; номинировался на «HOMer Award»-2000), «Ascendant Sun» (2000), «Квантовая роза» («The Quantum Rose», 2000; награждён премией «Небьюла» в 2002; номинировался на «Sapphire Award»-2000 (3 место)), «Сферическая гармоника» («Spherical Harmonic», 2001), «The Moon’s Shadow» (2003) и «Skyfall» (2003).
«The Radiant Seas» — прямое продолжение «Primary Inversion». Действие «Catch the Lightning» развивается уже после «The Radiant Seas». В «The Last Hawk» события происходят одновременно с описанными в «Primary Inversion» и «The Radiant Seas», но на изолированной планете вдали от основных действий. Интересующиеся могут взглянуть на хронологию событий, описанных в романах цикла — «Timeline for the Tales from the Ruby Dynasty».
Из других произведений писательницы можно отметить роман «The Veiled Web» (1999; награждён «HOMer Award»-2000; номинировался на «Sapphire Award»-2001 (2 место)), новеллы «Aurora in Four Voices» (1998; награждена «HOMer Award»-1999, «Sapphire Award»-2000 и «Analog Analytical Laboratory»-1999; номинировалась на «Hugo»-1999, «Nebula»-1999 и Locus-1999 (6 место)) и «A Roll of the Dice» (1999; награждена «Analog Analytical Laboratory»-2001 и «HOMer Award»-2001; номинировалась на «Hugo»-2001, «Sapphire Award»-2001(2 место) и «Nebula»-2002), а также рассказы «Ave de Paso» (2001; номинировался на «Sapphire Award»-2002 и «Locus»-2002 (11 место)) и «Soul of Light» (2001; номинировался на «Spectrum»-2002).
Рассказы Кэтрин Азаро публиковались в журнале «Analog» и в нескольких антологиях, а обзоры, эссе и научные статьи в серьёзных академических журналах. Её статья «Complex Speeds and Special Relativity», опубликованная в 1996 в апрельском выпуске «The American Journal of Physics» и посвящённая некоторым педагогическим аспектам преподавания студентам теории относительности, впоследствии нашла отражение в научной основе её романов. Кэтрин была также избрана вице-президентом организации «Science Fiction and Fantasy Writers of America, Inc» (SFWA).

## Личная жизнь
Кэтрин в настоящее время живёт в городе Колумбия (штат Мэриленд) вместе с мужем Джоном Кэндаллом Каниццо (John Kendall Cannizzo), астрофизиком, работающим в НАСА, и дочерью, «юной балетной танцовщицей, которая любит математику».

## Награды
- 2001, Премия «Небьюла» за лучший роман, за роман «Квантовая роза» (2000).
- 2009, Премия «Небьюла» за лучшую повесть, за повесть «The Spacetime Pool» (2008).